# Libomyšl (przystanek kolejowy)
Libomyšl – przystanek kolejowy w miejscowości Libomyšl, w kraju środkowoczeskim, w Czechach. Znajduje się na linii kolejowej Zdice - Protivín. Położony jest na wysokości 285 m n.p.m.
Na przystanku nie ma możliwości zakupu biletu, a obsługa podróżnych odbywa się w pociągu. 

## Linie kolejowe
- 200 Zdice - Protivín